# Cherleria capillacea
Cherleria capillacea là loài thực vật có hoa thuộc họ Cẩm chướng. Loài này được Carlo Allioni mô tả khoa học đầu tiên năm 1785 dưới danh pháp Arenaria capillacea. Năm 1918 Carl Otto Robert Peter Paul Graebner chuyển nó sang chi Minuartia với danh pháp Minuartia capillacea. Năm 2017 Abigail J. Moore và Markus S. Dillenberger chuyển nó sang chi  Cherleria.

## Đặc điểm
C. capillacea phân bố rộng rãi khắp miền nam dãy núi Alp, bán đảo Balkan, đông nam Pháp và Ý, nhưng luôn chỉ được tìm thấy trên đất nền chứa đá vôi, nói chung là trên nền hoặc lớp nền đá vôi lộ ra ngoài. Ngoài môi trường sống, C. capillacea có thể được phân biệt bởi nó có các lá thường thẳng hoặc hơi uốn ngược lại (trái với lá xoắn theo các hướng khác nhau ở C. garckeana, C. langii và C. laricifolia), luôn có các lá đài có lông tuyến (lông tuyến chỉ có ở C. garckeana và C. laricifolia subsp. diomedis), và với các gân bên của lá đài kết thúc vào khoảng nửa đường đến đầu chóp (thay vì khoảng 2/3 đường đến đầu chóp ở C. laricifolia và tất cả các đường gân đều dẫn đến chóp ở C. garckeana và C. langii). Quần thể trên bán đảo Balkan có thể là khác biệt về mặt di truyền và xứng đáng được công nhận là loài riêng biệt, nhưng cần phải có các nghiên cứu sâu rộng hơn.

## Phân bố
Loài này có ở Albania, Ý, Nam Tư, đông nam Pháp, Thụy Sĩ.